# Bagnoles-de-l'Orne
Ne pas confondre avec Bagnoles, commune du département de l'Aude
Bagnoles-de-l'Orne (prononcé [ba.ɲɔl.də.lɔʁn]) est une ancienne commune française, située dans le département de l'Orne en région Normandie, devenue le 1er janvier 2016 une commune déléguée au sein de la commune nouvelle de Bagnoles de l'Orne Normandie.
Elle est peuplée de 2 388 habitants.
Elle est célèbre en tant qu'unique station thermale du Grand Ouest français et haut-lieu touristique de la Normandie, reconnue attrayante et offrant un large éventail de services touristiques.

## Les Thermes
La  station thermale est réputée pour  les affections circulatoires (maladies veineuses chroniques et soins des jambes) comme pour celui des affections rhumatologiques. Elle propose des cures à base d'une eau minérale qui sourd à une température peu élevée reconnue pour ses propriétés : elle est antiœdémateuse, sédative, décontracturante et rééquilibrante hormonale.
Les soins sont dispensés sous forme de bain, de douches, de cataplasmes d'argile et de massages. La cure de deux ou trois semaines mettant en oeuvre beaucoup de mécanismes peut demander un temps de repos certain pour les organismes affaiblis qui sera suivi d'une période d'amélioration générale notable (baisse des douleurs etc). Ils sont reconnus et pris en charge par la Sécurié Sociale.  L’établissement thermal reçoit ainsi chaque année environ 13 000 curistes ( 2024) qui viennent traiter des troubles phlébologiques, rhumatologiques ou gynécologiques.

## Géographie

### Localisation
La station se situe dans le sud de la Normandie, à quelques kilomètres de la limite avec le Maine, au cœur du pays d'Andaine dans le pays de Passais, au sud-est du Bocage normand.
À 6 km de La Ferté-Macé, à 70 km au sud de Caen et à 200 km à l'ouest de Paris, Bagnoles-de-l'Orne se trouve au cœur de la forêt d'Andaine, dans le parc naturel régional Normandie-Maine.
La ville est arrosée par la Vée, une rivière prenant sa source à La Ferrière-aux-Étangs un peu plus au nord de Bagnoles-de-l'Orne et se jetant dans la Mayenne.
| Juvigny-sous-Andaine (comm. nouv. de Juvigny-Val-d'Andaine) | Saint-Michel-des-Andaines (comm. nouv. de Bagnoles-de-l'Orne-Normandie) | La Ferté-Macé                             |
| La Chapelle-d'Andaine (comm. nouv. de Rives-d'Andaine)      | Bagnoles-de-l'Orne                                                      | La Ferté-Macé                             |
| Tessé-Froulay                                               | Tessé-Froulay, Couterne (comm. nouv. de Rives-d'Andaine)                | Couterne (comm. nouv. de Rives-d'Andaine) |

#### Voies de communications et transports
Liaisons aéroportuaires
La ville est distante de 6 km de l'aérodrome de Bagnoles-de-l'Orne - Couterne, spécialisé dans l'aviation légère et de loisirs.
Pour des liaisons passagers, l'aéroport le plus proche de Bagnoles-de-l'Orne est l'aéroport de Caen - Carpiquet, situé à Carpiquet à 91 km au nord de la commune.
Liaisons ferroviaires
La ligne Briouze-Bagnoles-de-l'Orne-Couterne dont la desserte du tronçon Bagnoles-de-l'Orne était supprimé en 1940, ferme en totalité en 1992. Un vélo-rail a ensuite fonctionné sur cette voie ferrée . 
La voie verte Vélobocage a été aménagée à son emplacement en 2022. 
La gare ferroviaire la plus proche est celle de Briouze, à 20 km au nord de la commune. Toutefois, Bagnoles-de-l'Orne reste connectée à la ligne Paris - Granville par un service d'autocars sous tarification SNCF (ligne 6 du TER Basse-Normandie). Ce service d'autocars fait la navette entre la gare de Briouze ou la gare d'Argentan et Bagnoles-de-l'Orne.

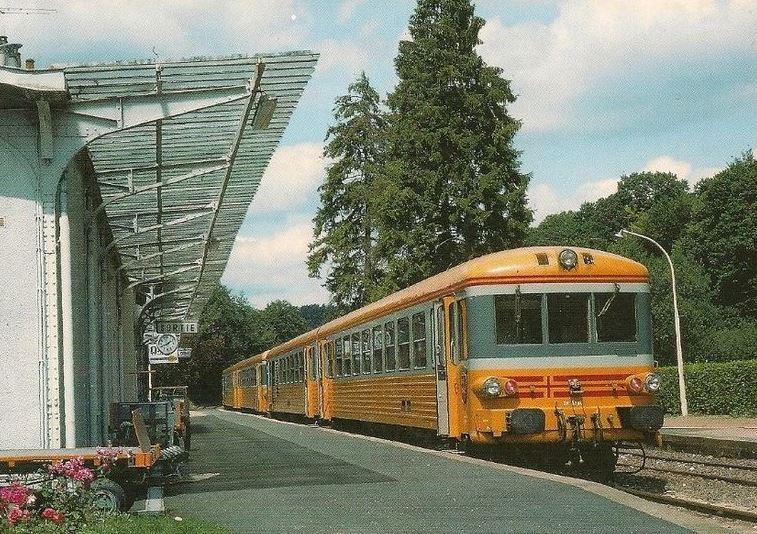
Vue du quai de la gare de Bagnoles-de-l'Orne dans les années 1990.

Bagnoles-de-l'Orne se situe ainsi à 2 h 15 de Paris par rail.

## Toponymie
Le nom de la localité est attesté sous la forme Baignolles en 1617.
Bagnoles est issu du terme latin au féminin balneolas « petits bain, petit établissement de bains » ou « lieu de baignade dans une rivière ». En réalité, il s'agit d'un latin vulgaire *baneolas dérivé de *baneum qui seul peut expliquer l'évolution phonétique en bain, bagnole. Selon le dictionnaire de vieux français de D. Godefroy, le diminutif baignolet désigne une étendue d'eau assez large mais peu profonde. Également en vieux français, bagnole désigne une habitation isolée ou un petit groupe d'habitations isolées, un hameau. Toponyme semblable à Bagnoles (Aude, villa Baniolas 1119).
Jusqu'en 1913, les lieux-dits Forge de Bagnoles et les Bains de Bagnoles ne sont que des hameaux de la commune de Tessé-la-Madeleine.
Le toponyme Tessé procède de l'anthroponyme gallo-romain Tessius suivi du suffixe gaulois -(i)acum, locatif, puis désignant la propriété, et qui a régulièrement abouti à la terminaison -é au sud de la Normandie, à l'est de Rennes, dans le Maine et en Anjou. Le sens global est celui de « propriété de Tessius ».
Le gentilé est Bagnolais.

## Histoire
Selon la légende locale, les origines de l'activité thermale datent du Moyen Âge. Le seigneur médiéval Hugues de Tessé, sentant que son cheval Rapide atteint la fin de sa vie, décide de l'abandonner dans la forêt d'Andaine. Il est stupéfait quand l'animal revient quelques heures plus tard, fort et totalement revitalisé. Sans aucun ressentiment, Rapide emmène son maître vers les eaux de Bagnoles où, après avoir bu, il est lui aussi rajeuni. La station thermale est née.
Dans un autre conte, il est rapporté qu'un très vieux moine franciscain, qui lui aussi a pris les eaux de Bagnoles, retrouve une étonnante vigueur et saute entre les plus hautes roches situées au-dessus de la ville. Ces roches s'appellent toujours « le Saut du Capucin ». Les légendes arthuriennes sont une autre facette de cet endroit, puisque Bagnoles et ses environs auraient servi de prototype au pays de Lancelot du Lac de Chrétien de Troyes qui aurait séjourné à la cour d'Aliénor d'Aquitaine en son château de Domfront. Le calendrier des événements culturels de la station inclut d'ailleurs une visite des sites arthuriens les plus célèbres repris dans plusieurs documents et livres.
La toponymie indique néanmoins une origine bien plus ancienne et il est possible que la source ait été oubliée puis redécouverte, comme le suggère Louis Dubois dans sa Notice sur les bains de Bagnoles.
Au XVIe siècle, les forges de Bagnoles sont cependant plus connues que sa source et il faut attendre le XVIIe siècle pour trouver dans divers documents quelques mentions de ce qu'on appelle alors la « fontaine de Baignoles ». Mais le véritable promoteur de la station est Hélie de Cerny, auteur d'un Traité des eaux minérales de Bagnoles paru en 1740. Dans cet opuscule, un prospectus destiné à attirer les visiteurs en plus grand nombre, on lit sous la plume du fils que le père se rend adjudicateur de ce domaine en 1691, pour 150 livres de redevance annuelle à Falaise.Il fait construire un bain pour les hommes, un autre séparé pour les femmes et un troisième pour les pauvres ainsi que plusieurs corps de logis pour loger les malades et leurs équipages.
Vers 1770, le chevalier de Tréperel, successeur d'Hélie de Cerny, effectue d'importants travaux de rénovation. Chacun dispose d'une baignoire particulière « où l'eau entre par des tuyaux avec des robinets et se vide à volonté »[réf. souhaitée]. La Révolution apporte un certain trouble dans l'exploitation des bains, qui passe alors entre plusieurs mains successives.
C'est surtout depuis le XIXe siècle que cette commune est réputée pour ses établissements thermaux (13 000 curistes par an pour environ trois semaines). Grâce à un certain monsieur Lemachois, les bâtiments reçoivent de nouvelles améliorations, un hôpital militaire est créé et la station connaît une vogue nouvelle. Des villas de style balnéaire commencent à se construire et les sociétés commerciales responsables des bains apportent au fil du temps de nombreux embellissements : piscine, pavillon d'hydrothérapie, chalet de la source, etc. C'est l'époque où les calèches stationnent devant les bains, où redingotes et crinolines se frôlent dans la cour de l'établissement, où l'on chasse dans le parc et pêche dans la Vée et l'étang devenu lac.
Le site des thermes est initialement implanté sur la commune de Couterne. C'est en 1913 que la commune de Bagnoles-de-l'Orne est créée par prélèvement des territoires de Tessé-la-Madeleine (ouest de la Vée), Couterne (sud-est) et La Ferté-Macé (forêt au nord-est).
Le 9 juin 1937, les frères Carlo et Sabatino Rosselli, militants antifascistes italiens exilés en France, sont assassinés à Bagnoles-de-l'Orne (où Carlo est venu prendre les eaux) par un commando de la Cagoule.
La guerre de 1939-1945 voit l'établissement de dépôts de matériel et de munitions allemands dans la forêt toute proche et un autre plus loin vers La Sauvagère. Du personnel militaire allemand occupe des villas et des hôtels. Le débarquement provoque des bombardements[réf. à confirmer] dont celui du 22 juin 1944 qui rasera un quartier et d'autres qui laisseront des cratères encore visibles de nos jours dans la forêt. Lors de la fermeture de la poche de Falaise, Bagnoles voit le passage et l'établissement d'un QG de la 1st infantry Division le 15 août 1944 après ceux de Couterne le 14, Ambrières le 13 et Brécey depuis le 1er aout (bataille de Mortain).
Le 1er janvier 2000, Bagnoles-de-l'Orne et Tessé-la-Madeleine fusionnent pour devenir une seule et même commune : Bagnoles-de-l'Orne, qui prend le code Insee de Tessé-la-Madeleine (61483). Afin de désigner les deux parties, il est fait usage des noms de Bagnoles-Lac pour le Bagnoles « historique » et Bagnoles-Château pour Tessé. En 2013, la commune fête son centenaire.
Aujourd'hui, la fontaine où but le fidèle destrier du vieux Hugues de Tessé a livré tous ses secrets. Son eau de source tiède, qui jaillit à raison de 48 m3 par heure, est indiquée pour les affections en phlébologie, rhumatologie et gynécologie.
Le 1er janvier 2016, Bagnoles-de-l'Orne intègre avec Saint-Michel-des-Andaines la commune de Bagnoles de l'Orne Normandie créée sous le régime juridique des communes nouvelles instauré par la loi no 2010-1563 du 16 décembre 2010 de la réforme des collectivités territoriales françaises. Les communes de Bagnoles-de-l'Orne et Saint-Michel-des-Andaines deviennent des communes déléguées et Bagnoles-de-l'Orne est le chef-lieu de la commune nouvelle.

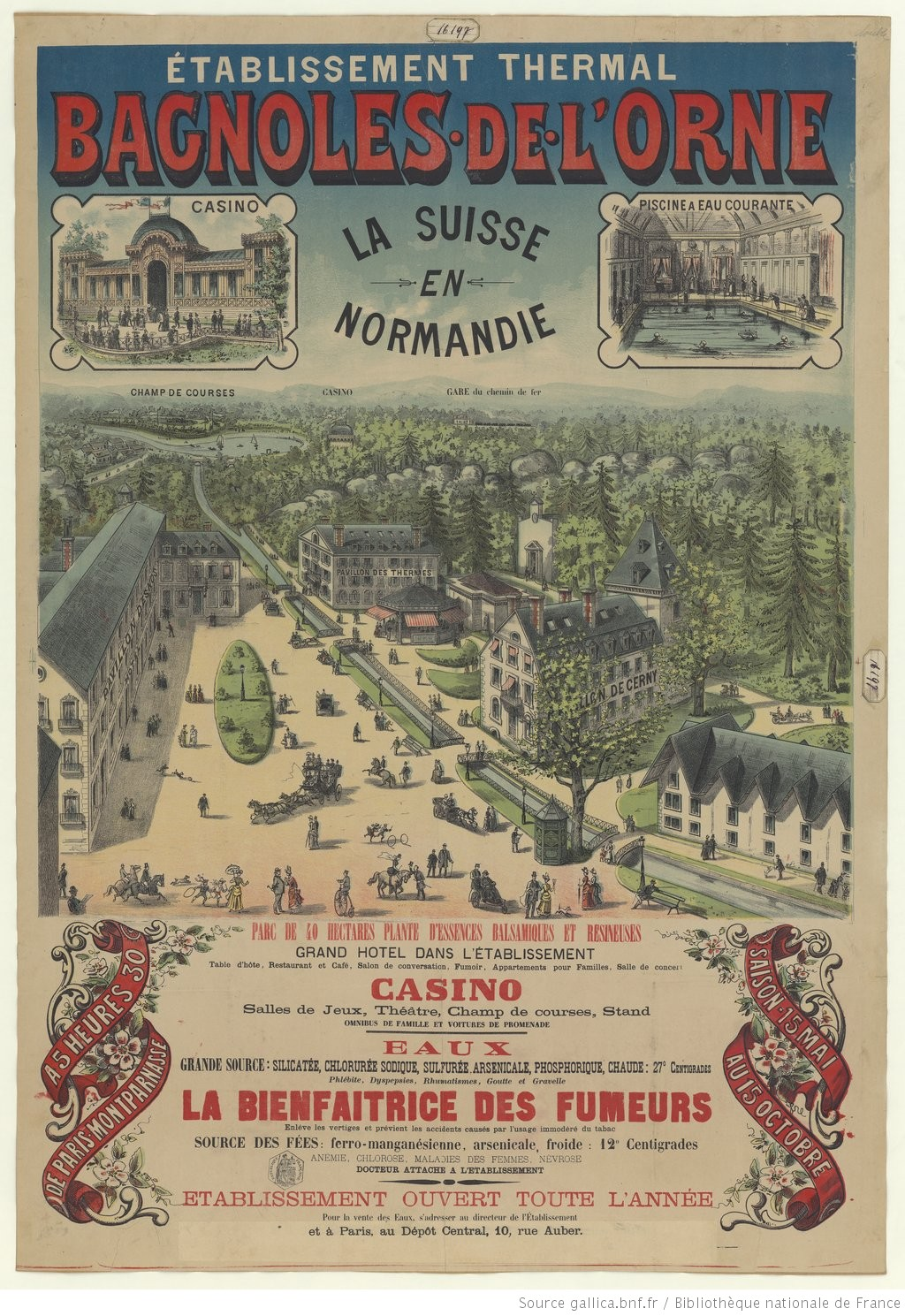
Affiche de 1890, avec une vue paysagère du site thermal.
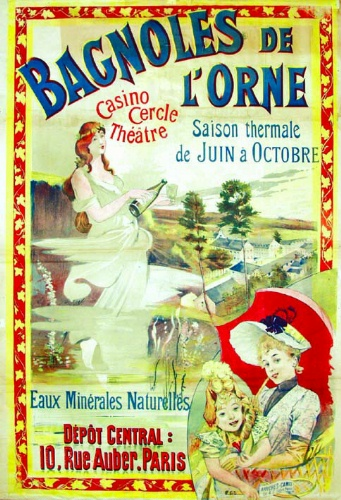
Publicité du XIXe siècle pour les bains de Bagnoles-de-l'Orne.
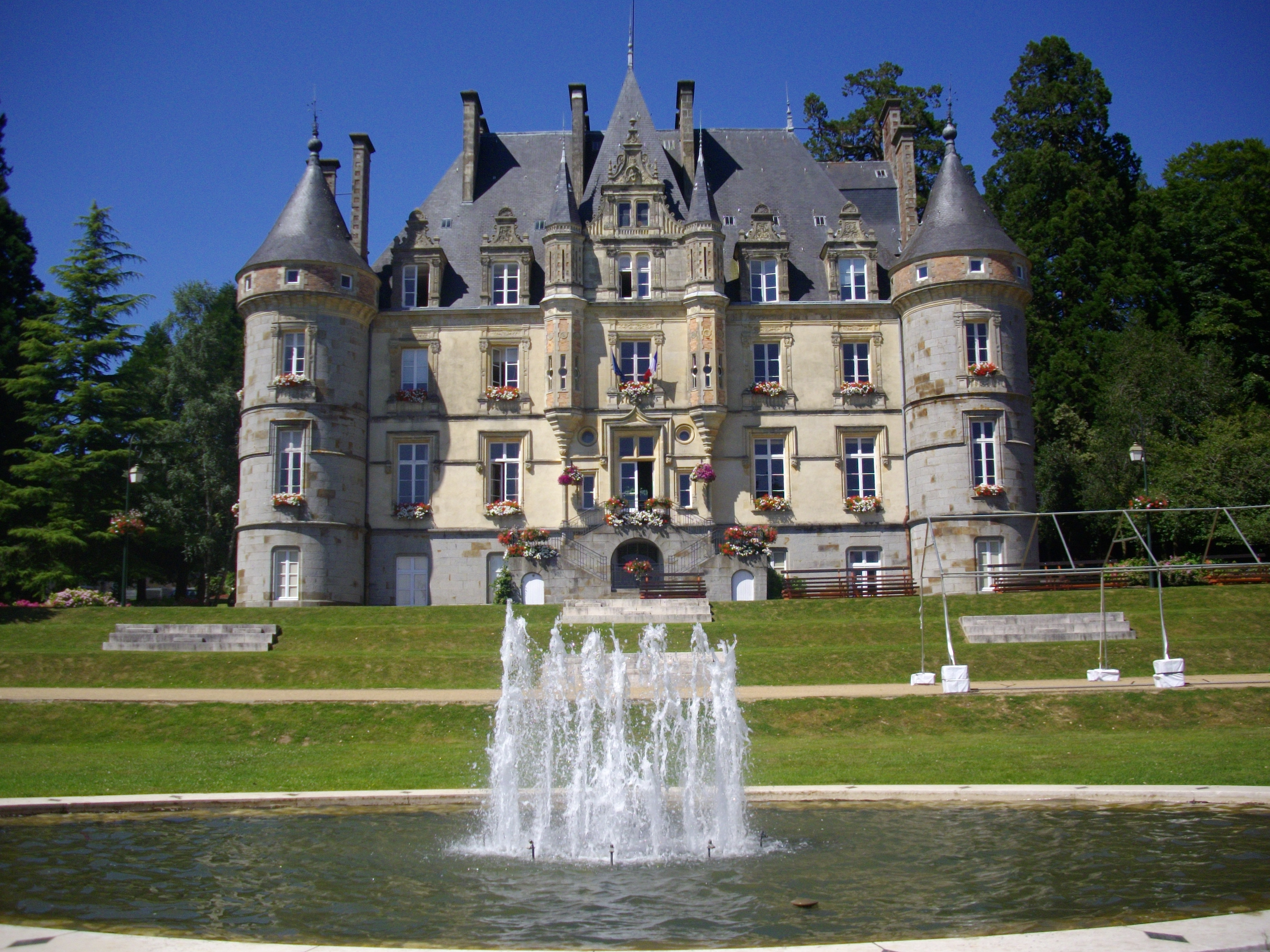
L'hôtel de ville de Bagnoles-de-l'Orne, ancien château Goupil construit entre 1835 et 1859.
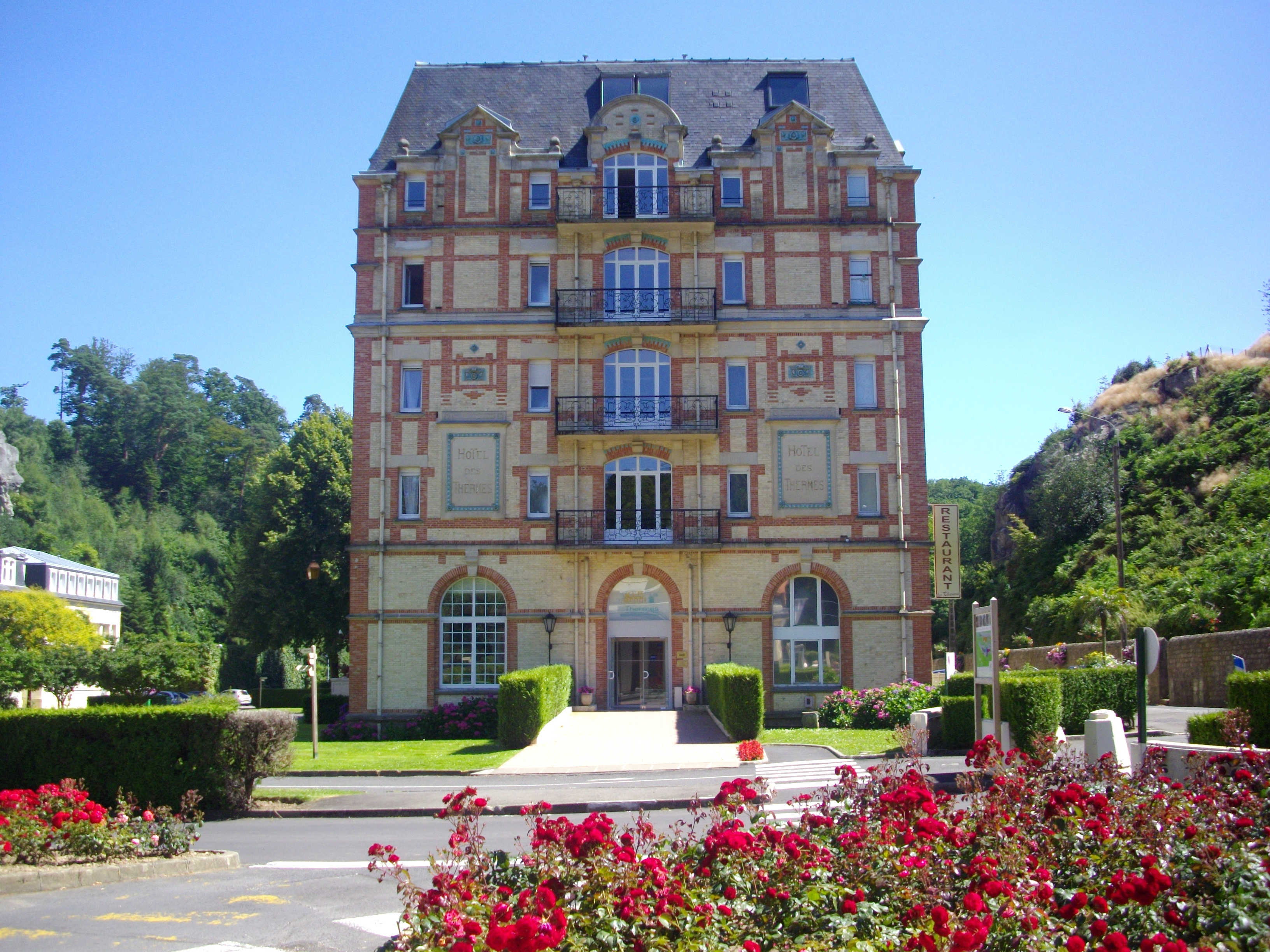
L'hôtel des Thermes.

## Politique et administration
Bagnoles-de-l'Orne fait partie du canton de Bagnoles-de-l'Orne, dans l'arrondissement d'Alençon. Elle est intégrée dans la 1re circonscription de l'Orne.
Bagnoles-de-l'Orne adhère à la communauté de communes Andaine-Passais — depuis le 1er janvier 2017 — faisant partie du Pays du Bocage.

### Liste des maires
| Période                                  | Période               | Identité           | Étiquette    | Qualité |
| ---------------------------------------- | --------------------- | ------------------ | ------------ | --- |
| Les données manquantes sont à compléter. |                       |                    |              | |
| ca. 1930                                 |                       | Paul Le Muet       |              | Médecin |
| 1945                                     | décembre 1966 (décès) | Robert Cousin      | DVD puis UNR | Propriétaire à Tessé-la-Madeleine Conseiller général de Juvigny-sous-Andaine (1945 → 1966) |
| janvier 1967                             | mars 1983             | Maxime Merlin      |              | Pharmacien |
| mars 1983                                | 1992 (démission)      | André Brière       | RPR          | Journaliste, directeur général délégué RFO Conseiller général de Juvigny-sous-Andaine (1973 → 1992) |
| 1992                                     | juin 1995             | René-Charles David |              | Géomètre expert |
| juin 1995                                | mars 2011 (décès)     | René Jambon        | RPR          | Médecin thermaliste retraité |
| avril 2011                               | 31 décembre 2015      | Jean-Pierre Blouet | DVD          | Directeur hospitalier, ancien arbitre Conseiller général de Juvigny-sous-Andaine (1992 → 2015) Vice-président du conseil général de l'Orne (2008 → 2015) 1er vice-président de la CC du Pays d'Andaine (2014 → 2016) |

Le conseil municipal est composé de dix-neuf membres dont le maire et cinq adjoints. Ces conseillers intègrent au complet le conseil municipal de Bagnoles de l'Orne Normandie le 1er janvier 2016 jusqu'en 2020 et Jean-Pierre Blouet devient maire délégué de Bagnoles-de-l'Orne.

## Démographie
En 2021, la commune comptait 2 388 habitants. Depuis 2004, les enquêtes de recensement dans les communes de moins de 10 000 habitants ont lieu tous les cinq ans (en 2005, 2010, 2015, etc. pour Bagnoles-de-l'Orne) et les chiffres de population municipale légale des autres années sont des estimations.
| 1793  | 1800  | 1806  | 1821  | 1831  | 1836  | 1841 | 1846 | 1851 |
| ----- | ----- | ----- | ----- | ----- | ----- | ---- | ---- | ---- |
| 1 112 | 1 100 | 1 253 | 1 168 | 1 103 | 1 155 | 610  | 643  | 637  |

| 1856 | 1861 | 1866 | 1872 | 1876 | 1881 | 1886 | 1891 | 1896 |
| ---- | ---- | ---- | ---- | ---- | ---- | ---- | ---- | ---- |
| 610  | 516  | 513  | 504  | 417  | 480  | 471  | 513  | 518  |

| 1901 | 1906 | 1911 | 1921 | 1926 | 1931 | 1936 | 1946  | 1954 |
| ---- | ---- | ---- | ---- | ---- | ---- | ---- | ----- | ---- |
| 519  | 514  | 592  | 538  | 613  | 634  | 607  | 1 048 | 723  |

| 1962 | 1968 | 1975 | 1982 | 1990  | 1999  | 2005  | 2010  | 2015  |
| ---- | ---- | ---- | ---- | ----- | ----- | ----- | ----- | ----- |
| 773  | 814  | 790  | 933  | 1 091 | 1 279 | 2 477 | 2 405 | 2 341 |

| 2018  | - | - | - | - | - | - | - | - |
| ----- | - | - | - | - | - | - | - | - |
| 2 388 | - | - | - | - | - | - | - | - |

| 1921 | 1926 | 1931 | 1936 | 1946 | 1954 | 1962 | 1968 | 1975 |
| ---- | ---- | ---- | ---- | ---- | ---- | ---- | ---- | ---- |
| 371  | 484  | 482  | 485  | 730  | 658  | 598  | 642  | 651  |

| 1982 | 1990 | 1999 | - | - | - | - | - | - |
| ---- | ---- | ---- | - | - | - | - | - | - |
| 783  | 875  | 893  | - | - | - | - | - | - |

## Lieux et monuments

### Le quartier «Belle Époque»

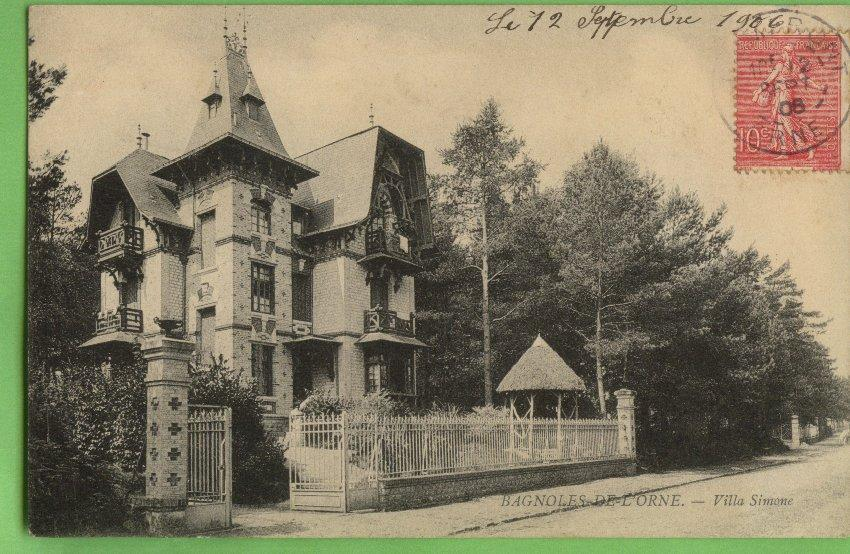
La Villa Simone, construite en 1903 par Jean-Alfred Besnard.

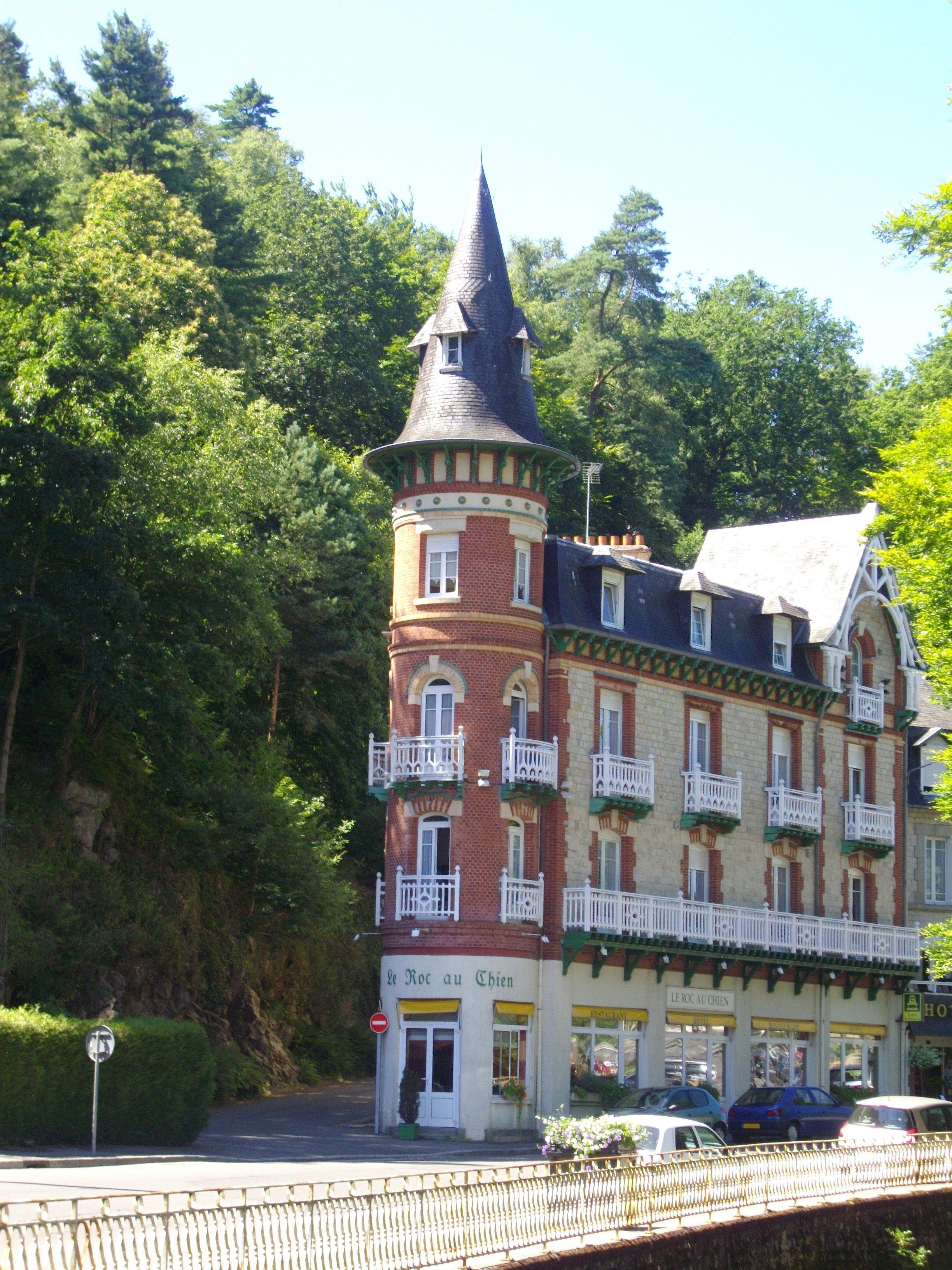
L'hôtel du Roc au Chien.

Le quartier « Belle Époque » de Bagnoles-de-l'Orne constitue un exemple plutôt bien préservé de ce que pouvait être un lotissement résidentiel de la bourgeoisie française du début du XXe siècle. Construit entre 1886 et 1914 et situé dans la partie méridionale de la ville, il est composé de superbes villas richement ornementées.
Des projets semblables ont été développés en France à la même époque, parmi lesquels on peut citer Le Vésinet près de Paris, le parc de Saurupt à Nancy et la ville d'hiver d'Arcachon. L'ampleur du projet de Bagnoles-de-l'Orne est considérable, le quartier atteignant le nombre de 53 villas en 1907. Ce succès peut être attribué en grande partie à Albert Christophle, ancien ministre des travaux publics et gouverneur du Crédit foncier, qui est l'un des principaux initiateurs du projet.
- Le château Goupil.
- La « villa du Crédit foncier », un des premiers bâtiments à être construit dans le quartier, est inaugurée en grande pompe le 14 août 1888. Avec ses 22 chambres, sa salle de billard et sa bibliothèque, elle était utilisée pour la retraite et les vacances des employés du Crédit foncier de France.
- Rétrospectivement, l'opulence architecturale de constructions telles que les villas Printania (1905), Simone (1903) et le Castel (1900) donne une bonne idée du goût éclectique et raffiné de cette époque. Ce sont les architectes-constructeurs Léon Bénard et Alphonse Apert qui se partagent la plus grande partie du marché bagnolais de l'époque.

Il est clair que si le modèle local semble avoir été inspiré par le courant néo-régionaliste normand tel qu'on peut le trouver dans les stations du bord de mer de la Côte Fleurie comme Deauville, Houlgate ou Trouville-sur-Mer, il existe bien un style architectural « Bagnolais » à nul autre semblable.
Depuis 1991, l'ensemble de ce quartier constitue une zone de protection du patrimoine architectural, urbain et paysager (ZPPAUP).

### L'architecture Art déco
Après la brutale coupure provoquée par la Première Guerre mondiale, le développement de Bagnoles-de-l'Orne comme destination touristique continue. Pendant cette deuxième période de grande affluence, qui correspond à ce qui est connu en France comme les « années folles », le succès de la station devient international.
À cette époque, les saisons thermales sont rythmées par les concerts de musique classique, les courses de chevaux à l'hippodrome, les tournois de golf et les nombreuses autres activités de loisirs destinées à une clientèle sophistiquée et exigeante. La demande est telle qu'un deuxième casino est finalement construit !
Comme il est essentiel qu'une ville thermale soit toujours à la dernière mode, les bâtiments érigés pendant cette période sont fortement influencés par le style « Art déco », qui est très en vogue durant l'entre-deux-guerres. C'est principalement l'investissement privé qui permet la construction des édifices de ce nouveau style. Le milliardaire américain Frank Jay Gould, déjà propriétaire du Grand Hôtel, s'intéresse de près à l'aménagement de la station et, à l'instar d'Albert Christophle durant la Belle Époque, s'investit personnellement dans son développement.
Les exemples les plus intéressants de ce type d'architecture sont le « Casino du Lac » construit par l'architecte Auguste Bluysen et l'église du Sacré-Cœur (1934) de l'architecte Olivier Michelin (dont le clocher ne comporte pas de cloche mais un haut parleur qui diffuse un enregistrement), labellisée « patrimoine du XXe siècle » en 2002. Ces deux bâtiments ont réussi le pari de s'intégrer parfaitement dans la verdure du paysage environnant tout en ajoutant une touche de décoration moderne basée sur l'utilisation de formes géométriques et de tons blancs.

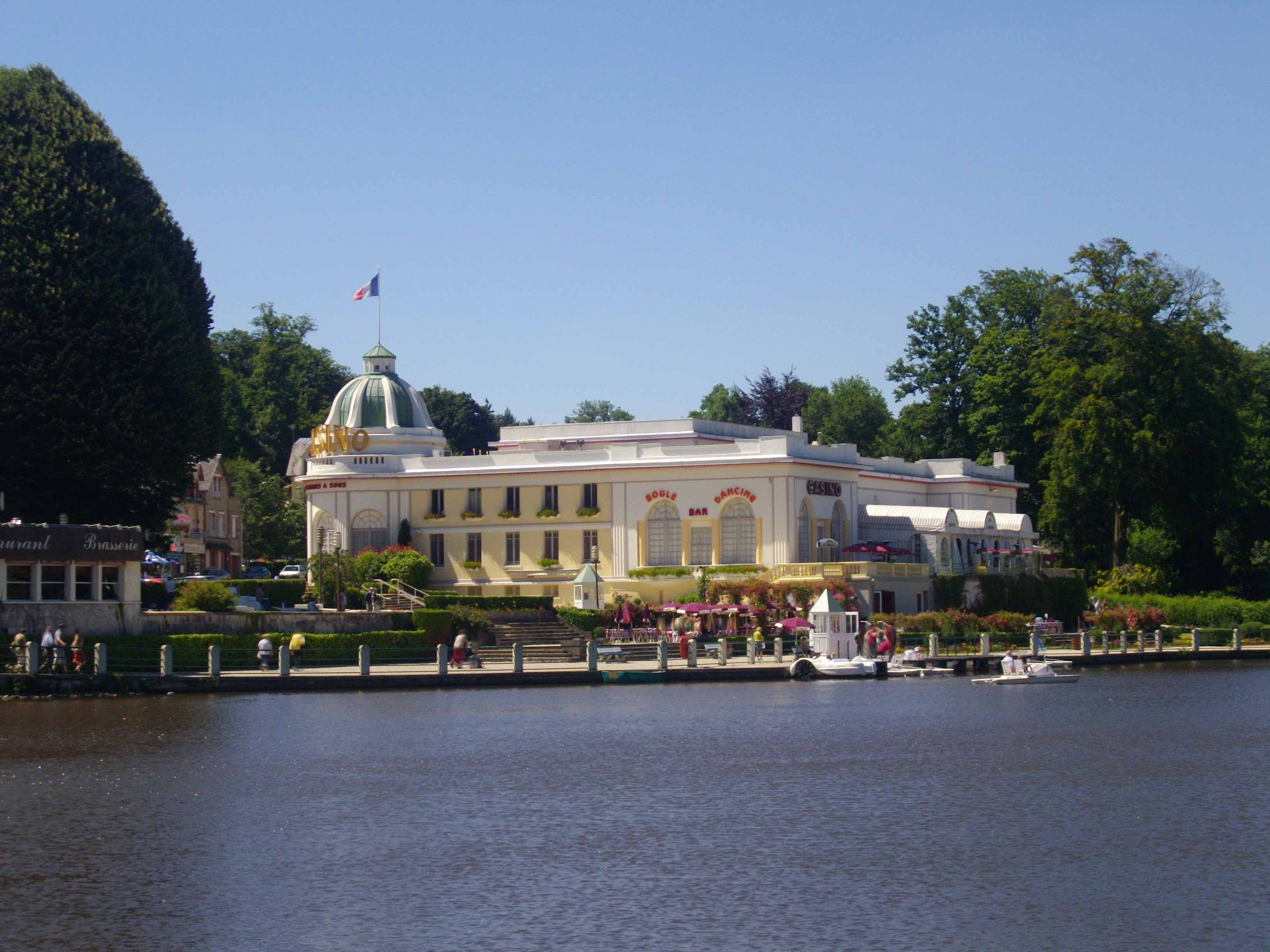
Le casino.
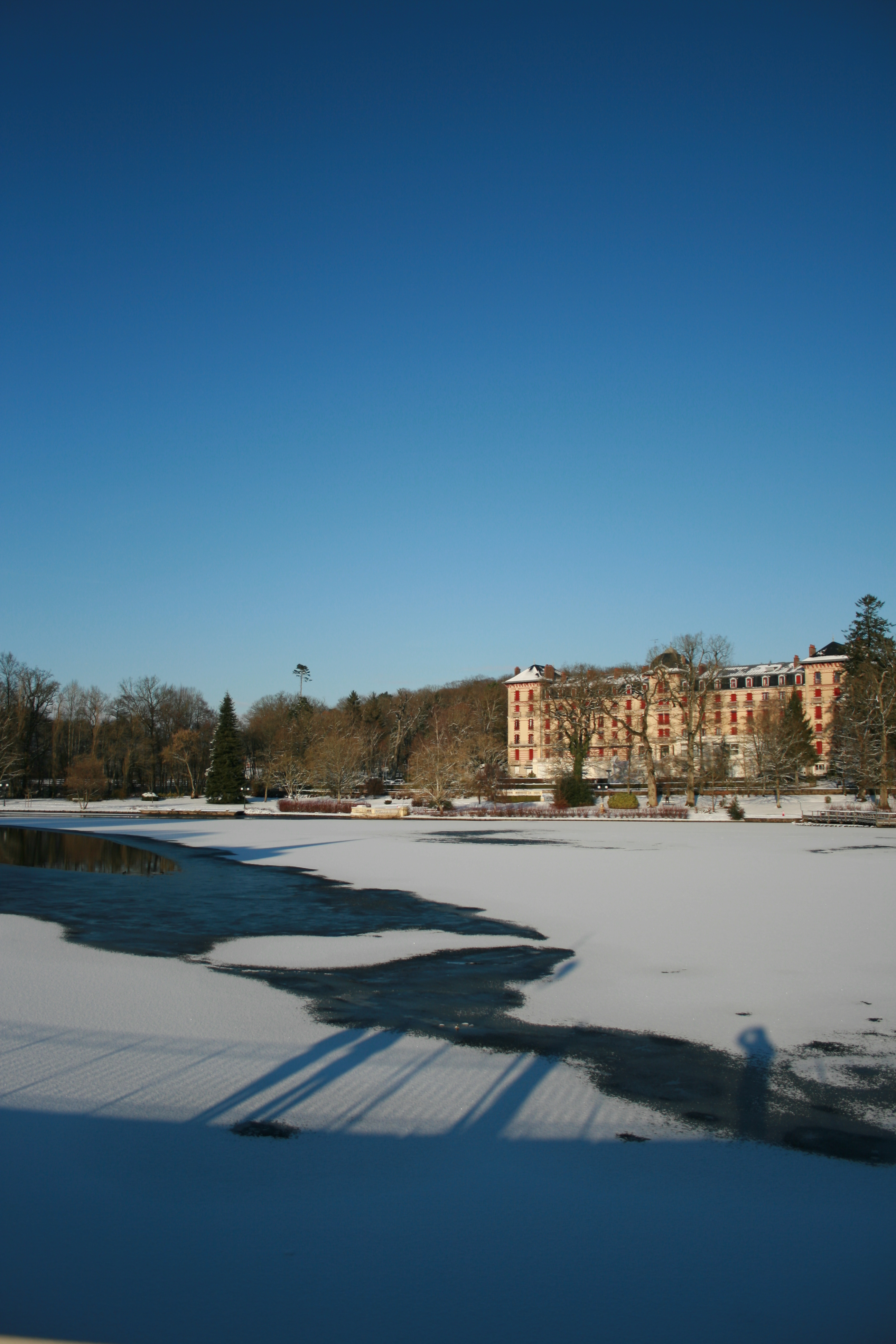
Le lac enneigé.
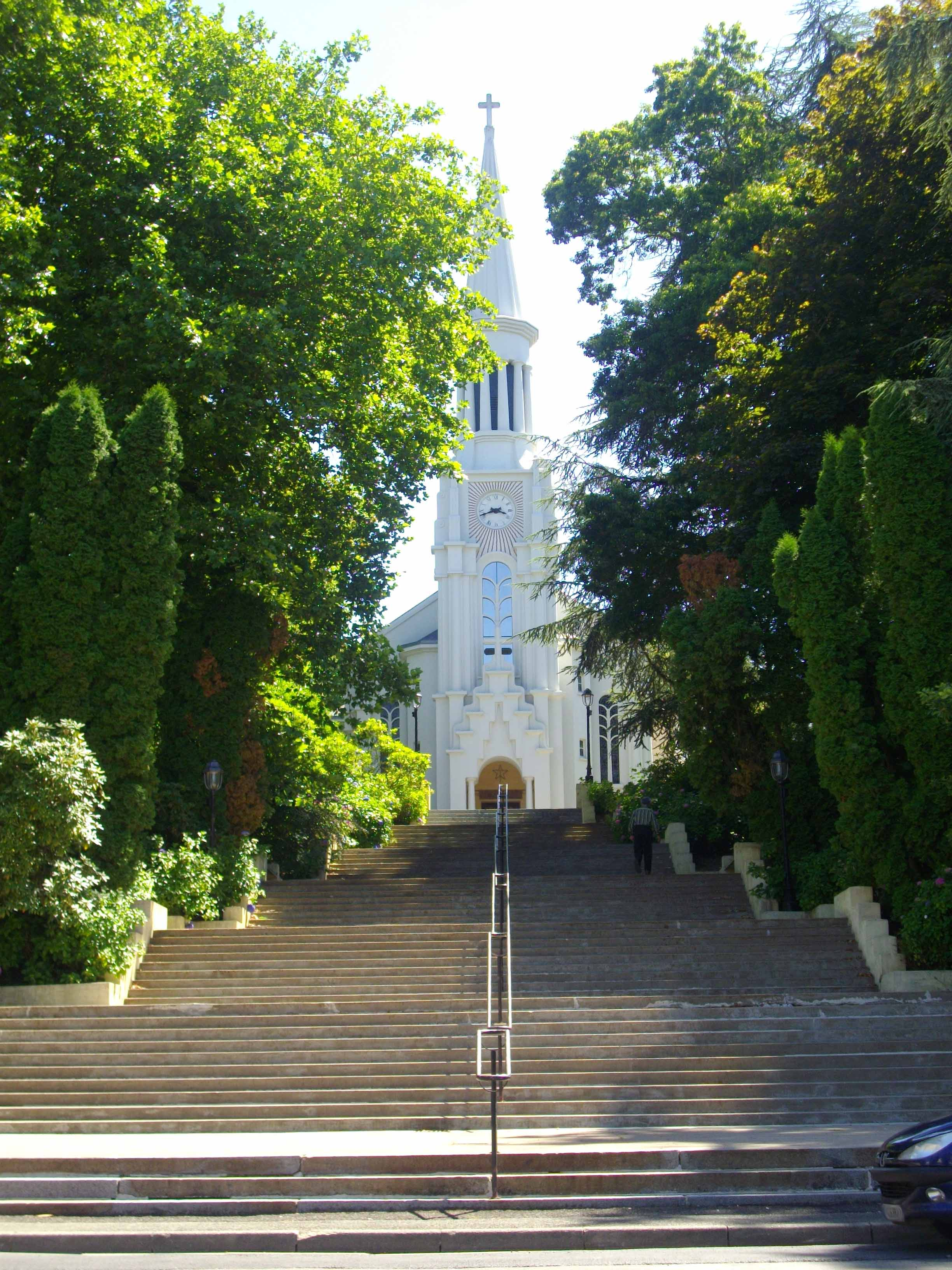
L'église du Sacré-Cœur.

### Impact de la Seconde Guerre mondiale
La forêt d'Andaine, proche, abrite plusieurs dépôts de matériels et munitions. Les hôtels ainsi que les casinos sont occupés par les troupes allemandes stationnées sur place. Quelques jours après le débarquement, le jeudi 22 juin 1944 à 9 h 30, le quartier du « Petit Bagnoles » est rasé par un bombardement allié (quarante pavillons sont détruits ainsi que l'hôtel de la Forêt et l'hôtel de la Biche).

### Parcs et espaces verts
Bagnoles-de-l'Orne est une ville fleurie ayant obtenu quatre fleurs au concours des villes et villages fleuris. L'arboretum du château de la Roche-Bagnoles a été créé au XIXe siècle dans un parc de 18 ha autour du château de la Roche qui est aujourd'hui la mairie. Il contient 168 espèces dont de nombreux séquoias géants. La station se situe au cœur de la forêt d'Andaine. Un parcours de santé jalonne les abords de la ville dans la forêt. La ville possède aussi plusieurs parcs et jardins : jardins bordant le lac et le casino, jardin des Thermes, parc du Château, promenade verte le long de la Vée, etc.
La voie verte Vélobocage aménagée en 2022 sur l'ancienne voie ferrée Briouze-Couterne fermée en 2022 relie Briouze à Bagnoles-de-l'Orne.

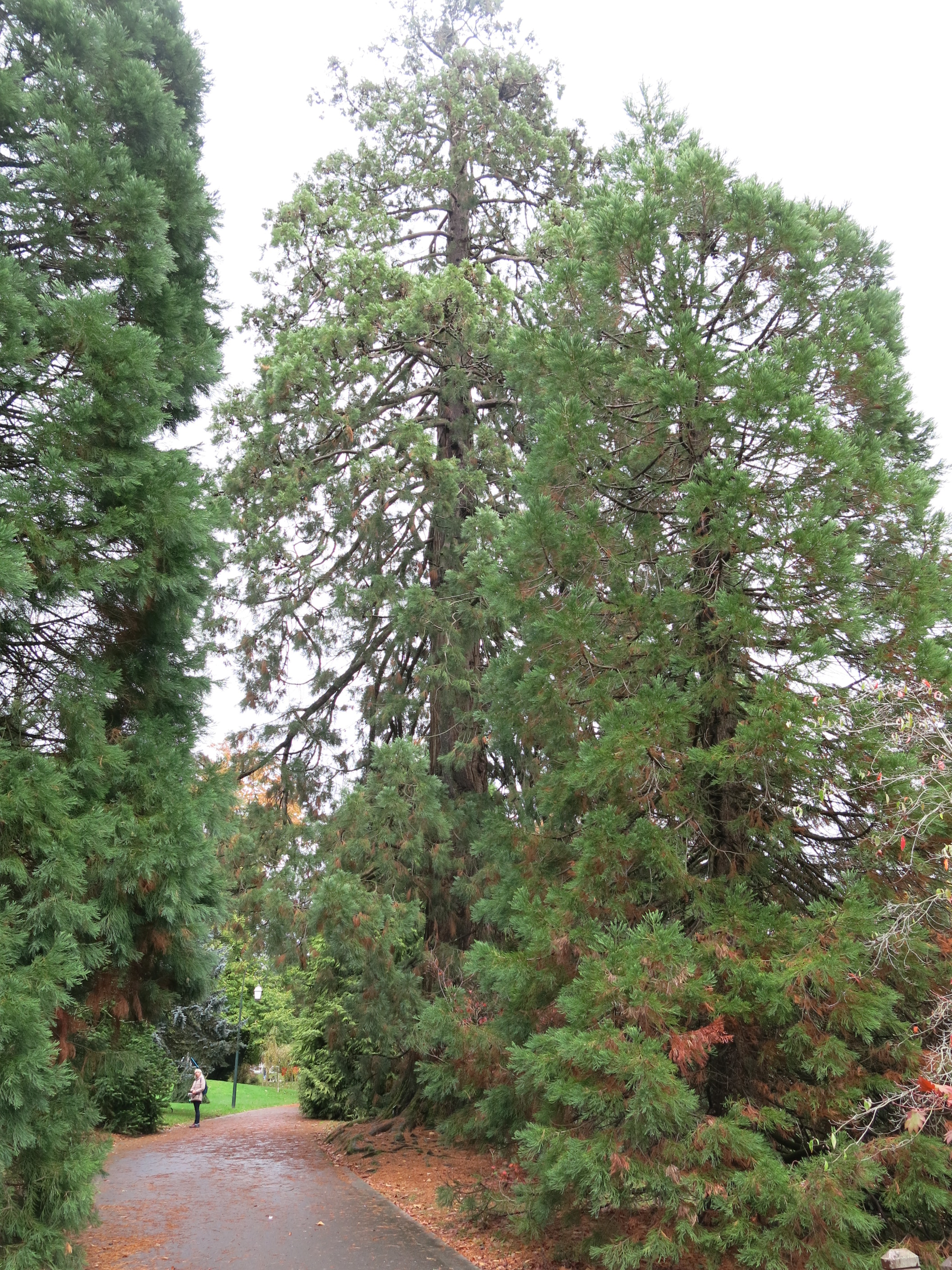
Séquoias géants de l'arboretum.
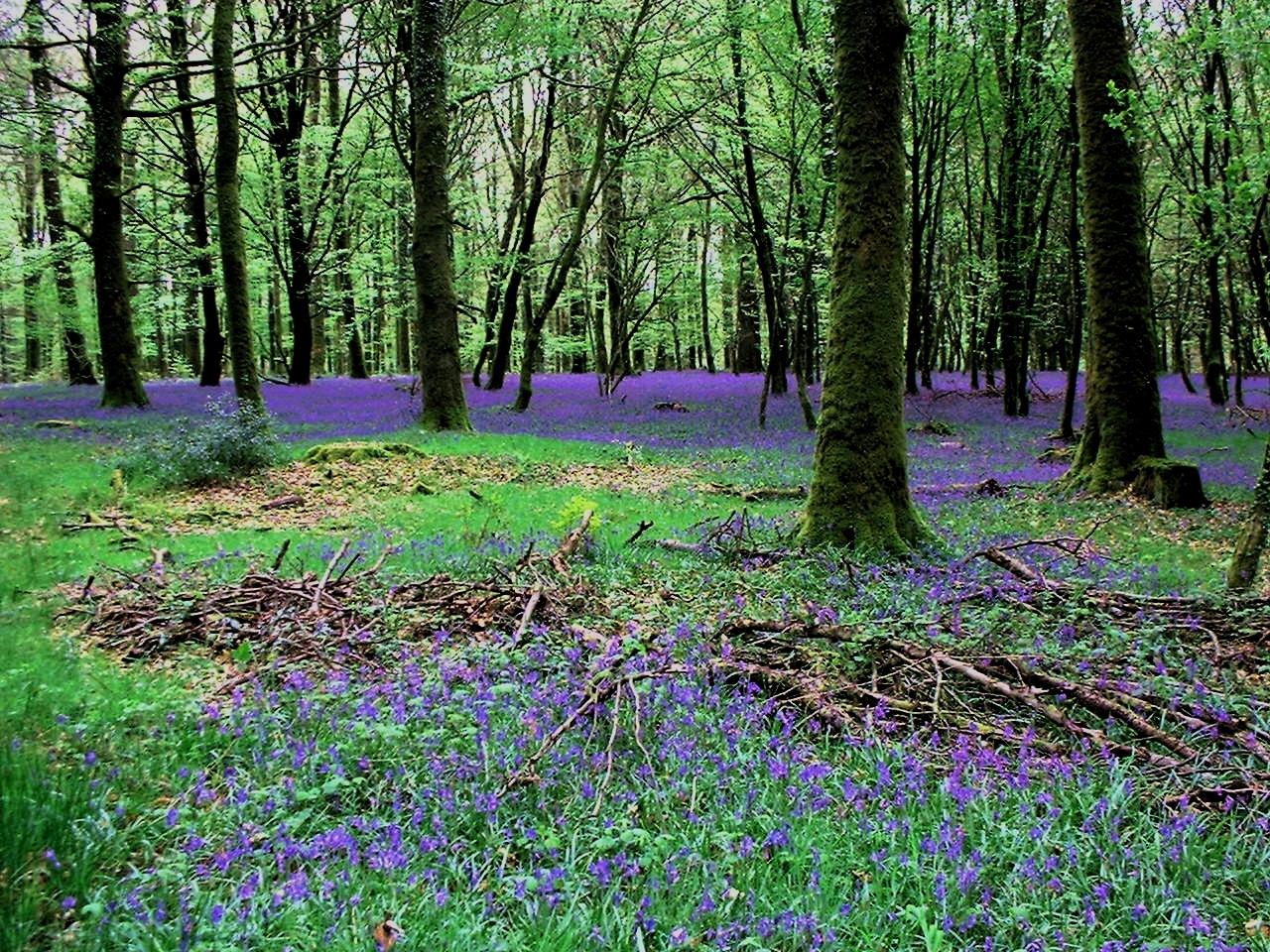
La forêt d'Andaine à Bagnoles-de-l'Orne.
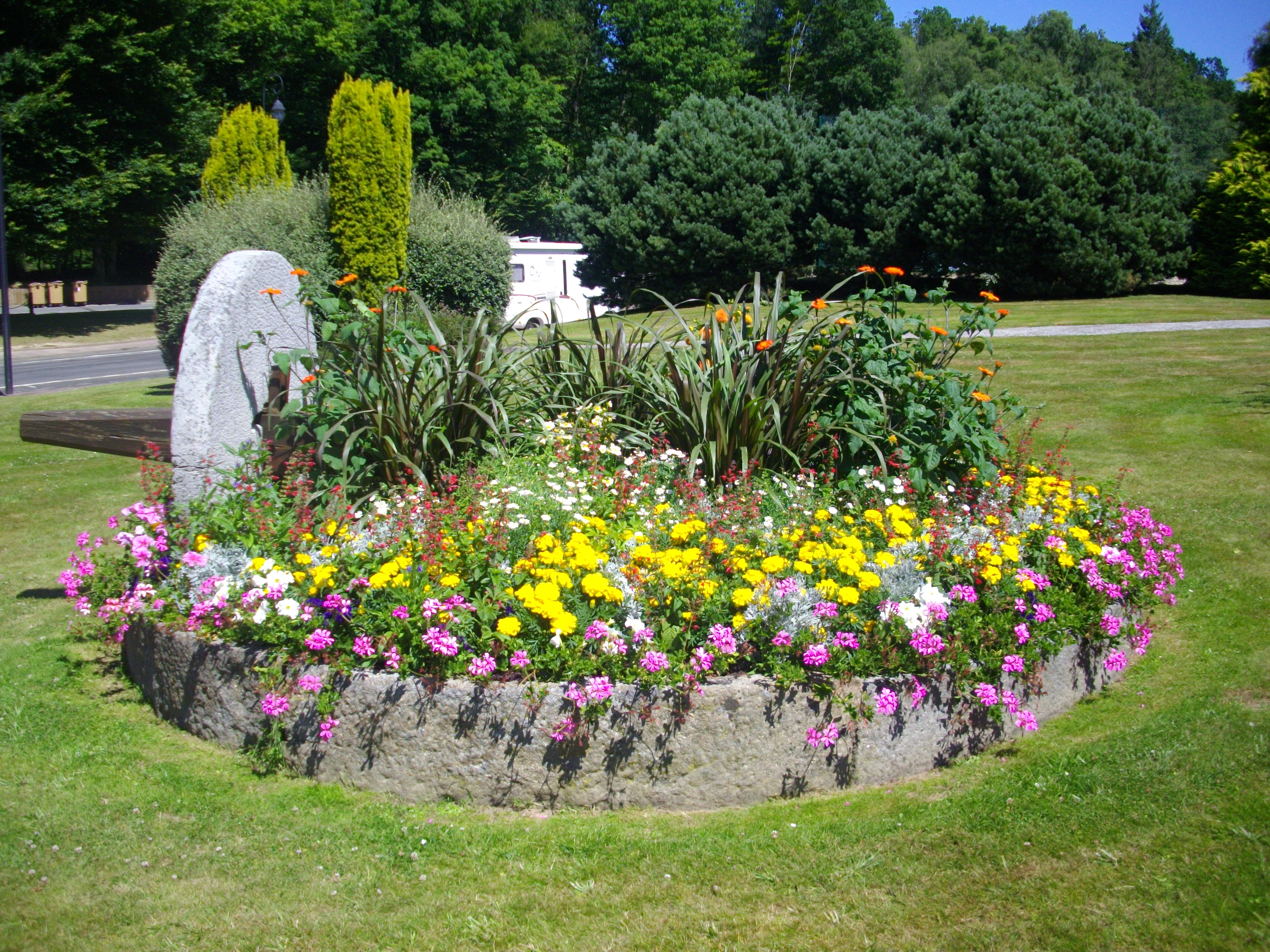
Gadage fleuri.
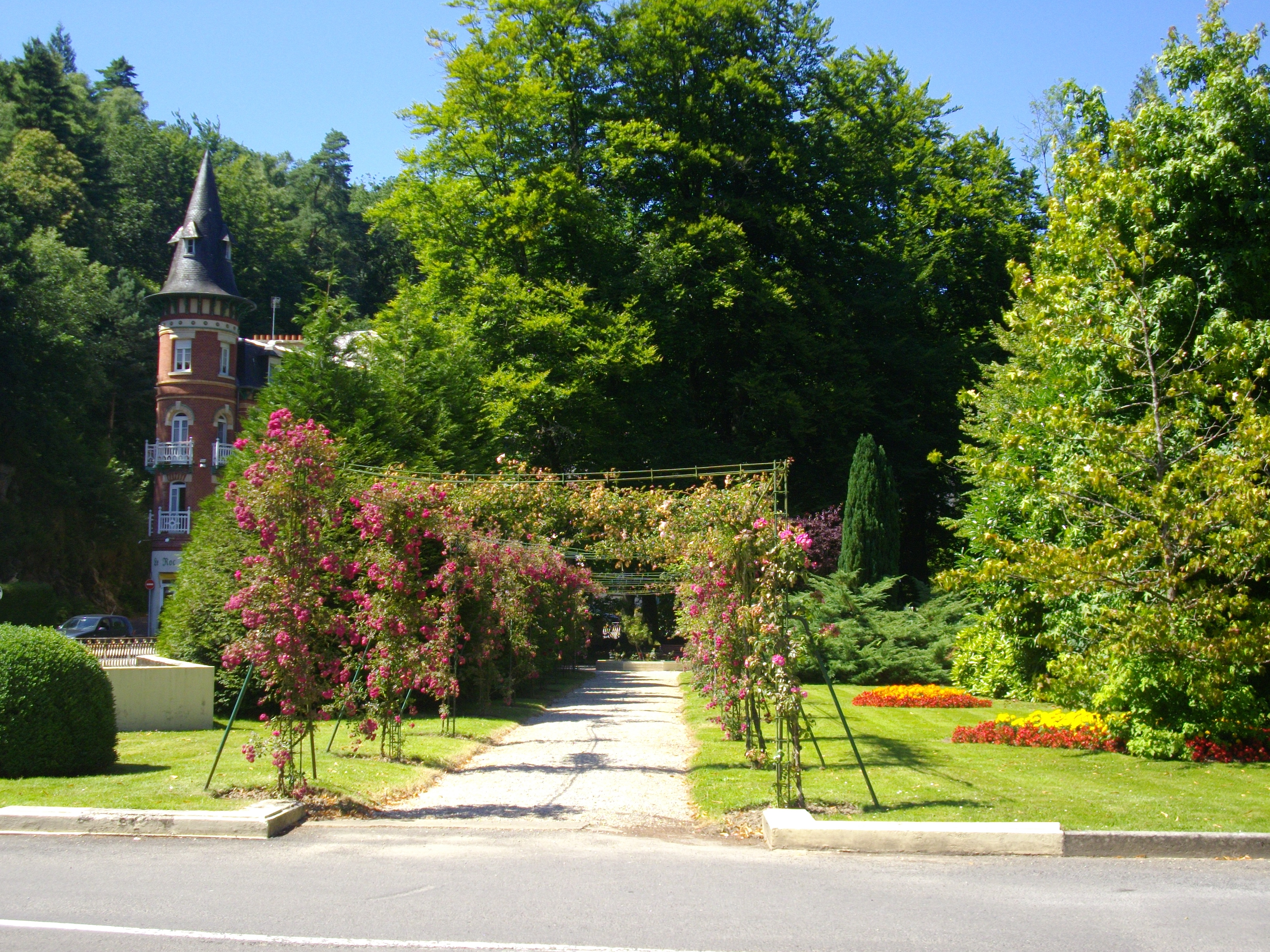
Jardins des Thermes.
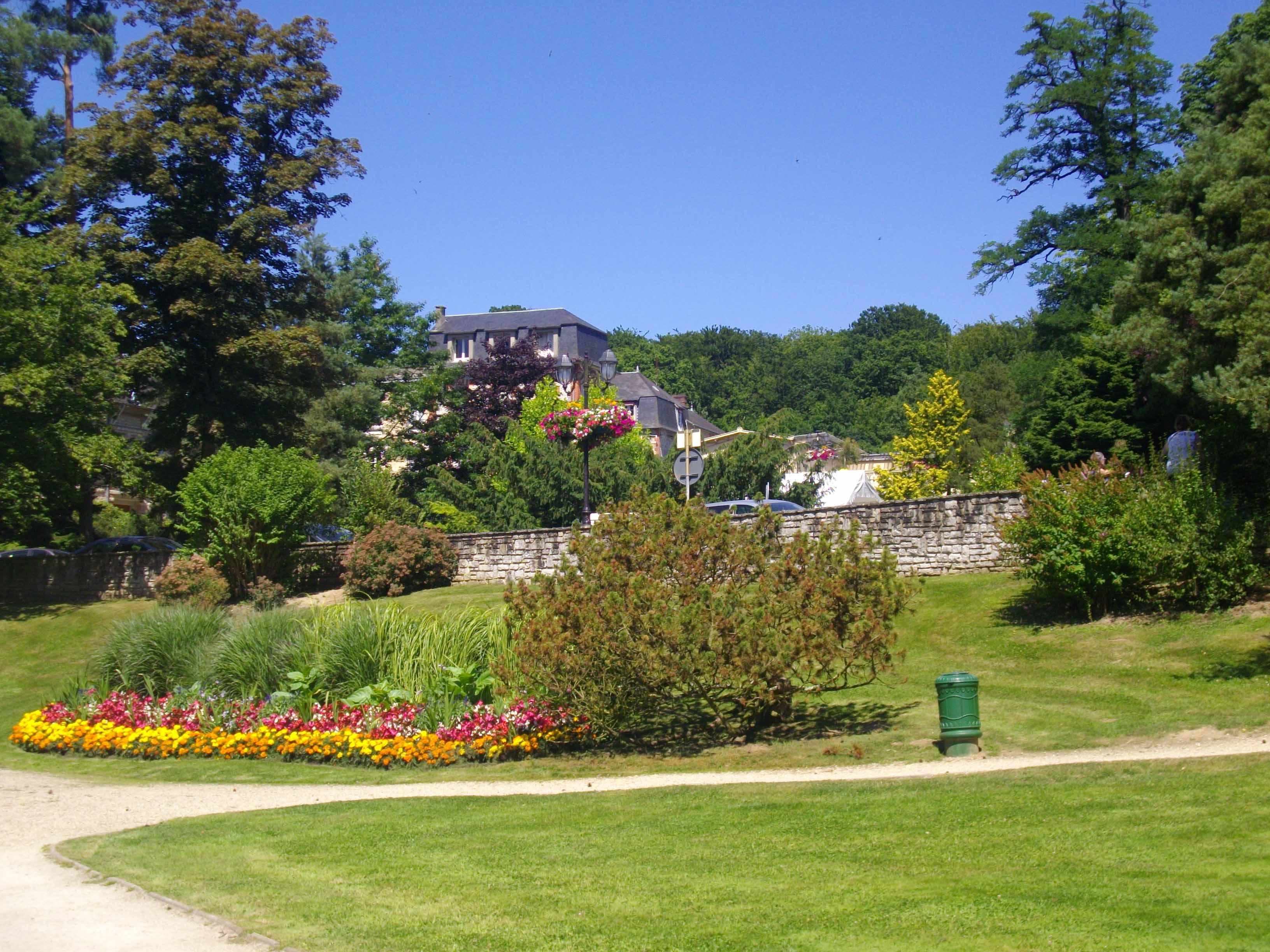
Jardins du lac.
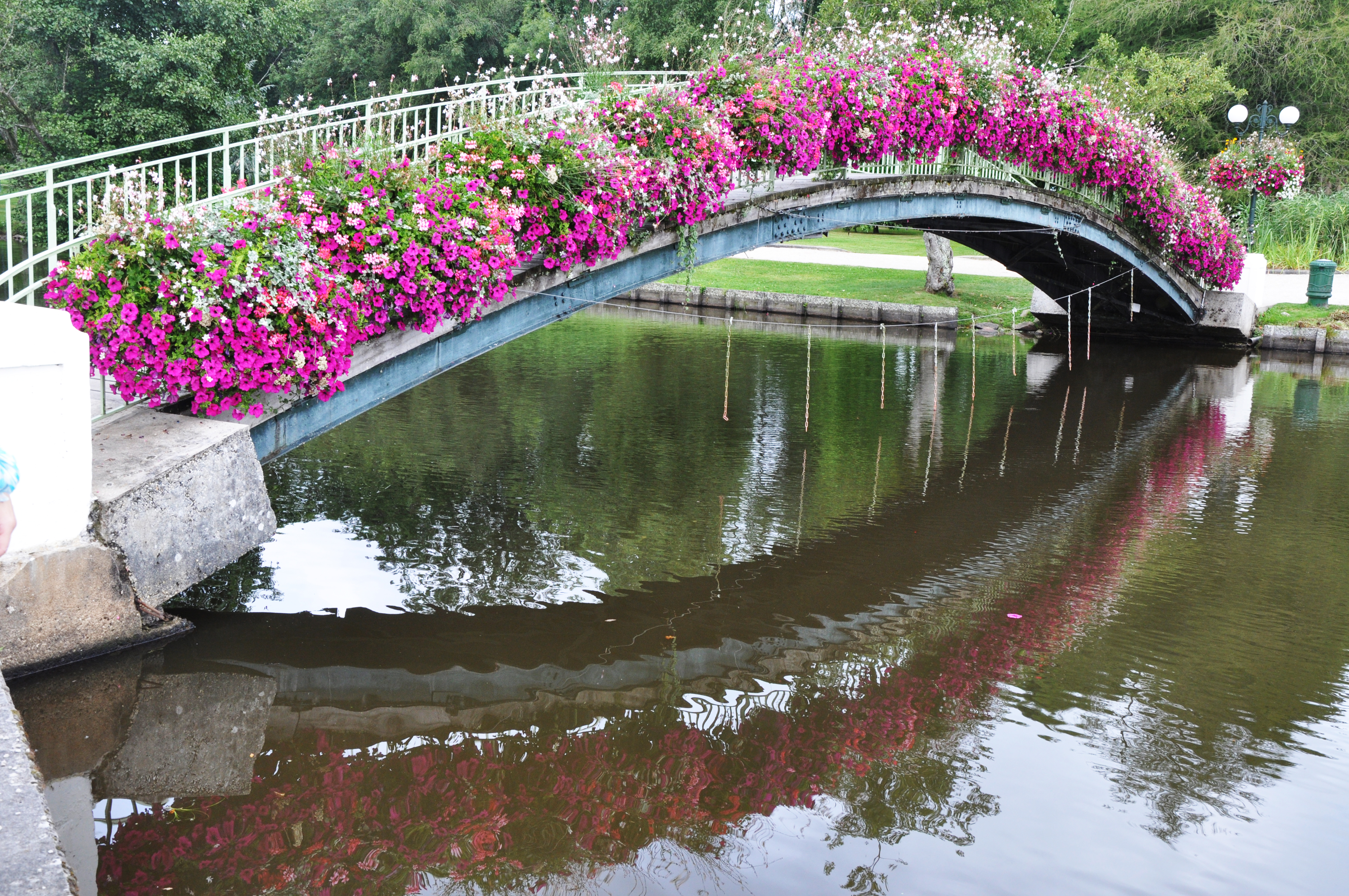
Jardins du lac.

## Activité, labels et manifestations

### Labels
La commune est une ville fleurie (quatre fleurs) au concours des villes et villages fleuris.

### Sports
- En 1989, la commune de Tessé-la-Madeleine accueille les championnats de France de cyclo-cross.
- La cité a été ville-étape du Tour de France et reçoit chaque année le Tour de Normandie et le Tour de l'Orne.
- Deux à trois réunions de courses de chevaux sont organisées à l'hippodrome de Bagnoles-de-l'Orne, en juillet et en août[29].
- En mai 2019, a lieu l'inauguration de la station Trail offrant plusieurs parcours de randos-trail[30].

### Gastronomie
La station fait profiter à ses visiteurs des spécialités locales normandes, notamment les tripes en brochette de La Ferté-Macé, le camembert de Normandie, le pommeau (alcool servi à l'apéritif), le cidre, le poiré, le calvados, la Bagnolaise (alcool mis au point à Bagnoles), ou encore les macarons, chocolats, étriers normands et autres confiseries bagnolaises et normandes.
Par ailleurs, la station célèbre en automne la cueillette des champignons dans la forêt d'Andaine : cèpes de Bordeaux, bolets, lactaires, craterelle, etc. Un festival gastronomique appelé Automne gourmand est alors organisé.

### Bagnoles-de-l'Orne et la philatélie
Un timbre postal d'une valeur de 0,2 franc représentant la commune avec le lac de la Vée, le casino et le grand-hôtel est émis le 8 mai 1961 à 5 135 000 exemplaires.
- Thermes de Bagnoles-de-l'Orne.
- Thermalisme.
- Liste des communes de l'Orne.
- Liste des stations thermales françaises.

## Personnalités liées à la commune

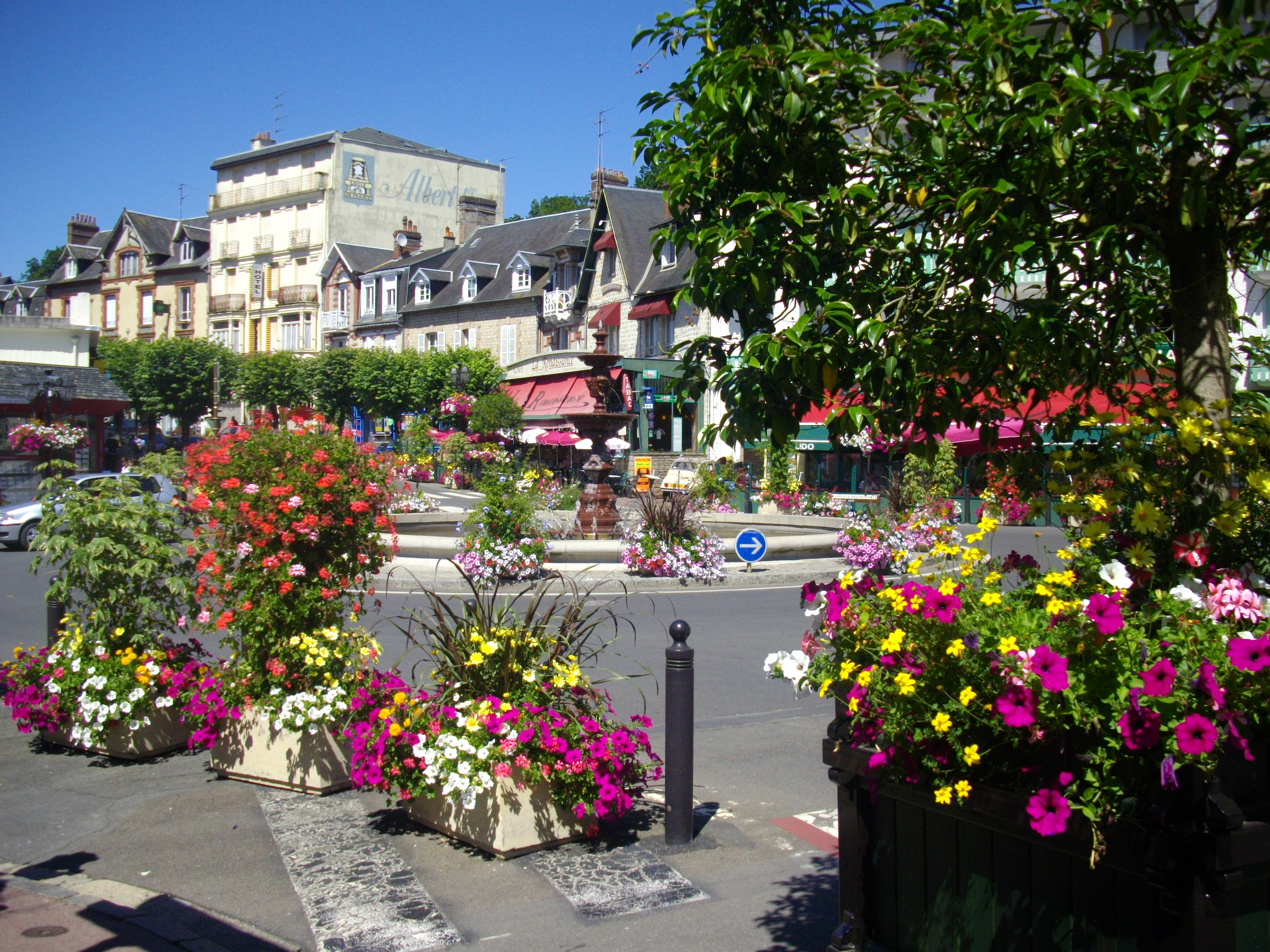
Centre-ville de Bagnoles-de-l'Orne.

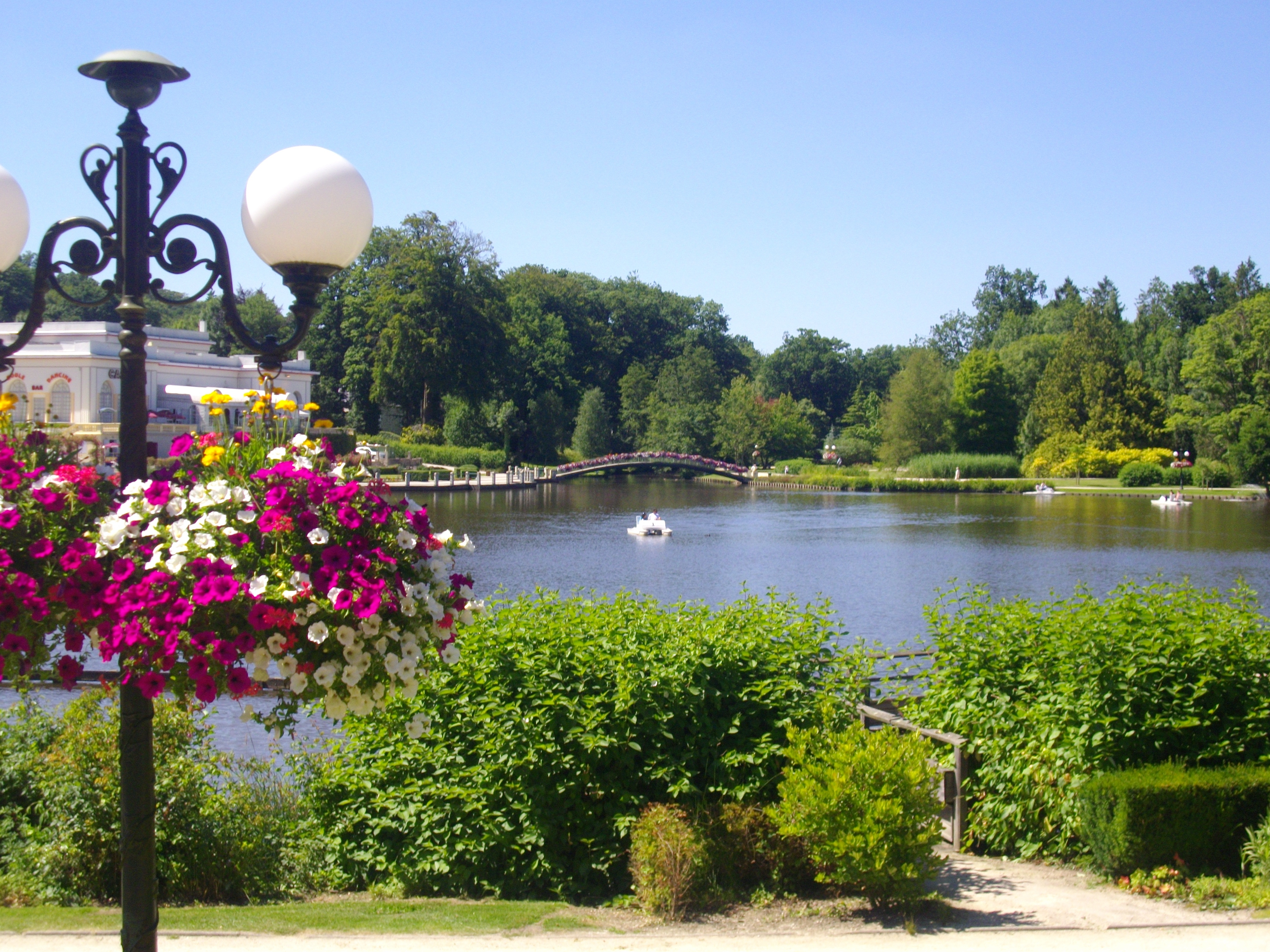
Vue du lac de Bagnoles-de-l'Orne ; jadis on l'appelait plus modestement « étang de la Forge ».

Hugues, vidame de la Ferté-Macé, seigneur de Tessé, Couterne et autres lieux mythiques de la forêt d'Andaine est à l'origine de la légende des eaux de Bagnoles-de-l'Orne.
Nul ne sait s'il est un personnage de légende ou réel, son histoire est évoquée dans un opuscule du comte de Blanzay qui paraît en 1885.

### Visiteurs célèbres de la station
Construit selon des règles strictes et destiné à des curistes fortunés, le concept d'un quartier résidentiel en plein cœur de la forêt normande attire une clientèle aisée. De surcroît, à cette époque, l'activité thermale ne se veut pas populaire mais favorise au contraire l'élitisme, le luxe et les aspirations des classes sociales favorisées qui prennent plaisir dans l'exaltation de la nature comme lieu de ressourcement.
C’est pour cette raison que Bagnoles-de-l'Orne est également connu pour les nombreux visiteurs prestigieux qui y ont résidé : le roi et la reine de Roumanie, le prince Carol, le prince Pierre de Monténégro, le prince Georges de Grèce, le duc et la duchesse de Connaught, Philippe Pétain, le général Robert Nivelle, la baronne de Rothschild, la princesse Georges Bibesco, la princesse de Bettembourg, Marie Laurencin, Édouard Herriot, Eugène Lefèvre-Pontalis, Alexandre Dumas, ou même la Maharani de Kapurthala.
Depuis le début du XXe siècle, la station a reçu René Coty, Georges Pompidou et Jacques Chirac.

### L'assassinat des frères Rosselli
Carlo Rosselli (1899-1937) était un intellectuel et militant socialiste italien célèbre pendant les années entre la Première Guerre mondiale et la Seconde Guerre mondiale. Il consacre sa vie entière et sa fortune au combat anti-fasciste contre Mussolini, Hitler, et Franco.
Il est assassiné avec son frère Sabatino (1900-1937) par des membres de La Cagoule probablement sur ordre de Mussolini, à côté de Bagnoles-de-l'Orne le 9 juin 1937, précisément sur la route isolée tutoyant le château de Couterne. À l'automne 1948, les huit membres du commando sont condamnés aux Assises de la Seine dans le cadre du vaste procès de la Cagoule. L'un des deux tueurs, avec Fernand Jakubiez, le militant d'extrême-droite Jean Filiol, a déjà fui en Espagne, condamné ainsi une troisième fois à mort par contumace.

### L'affaire Henri Cibois et Benjamin Saunier
L'affaire Henri Cibois et Benjamin Saunier, qui s'est déroulée dans le quartier de Tessé-la-Madeleine en 1907, est jugée le 8 avril 1908 à la cour d'assises de l'Orne à Alençon. Condamné à la peine capitale, Henri Cibois sera gracié le 11 août 1908. Son complice, âgé de 17 ans au moment des faits, avait quant à lui été condamné à 20 ans de travaux forcés.

### Autres personnalités
- Clovis Thorel (né à Vers-Hébécourt en 1833 et mort à Bagnoles-de-l'Orne en 1911), botaniste, explorateur et médecin, consacre les 20 dernières années de sa vie à l'étude des propriétés thermales de la grande source de Bagnoles-de-l'Orne. Il est l'auteur du Code médical du baigneur à Bagnoles[33].
- Tania Balachova, comédienne française d'origine russe morte le 4 août 1973 à Bagnoles-de-l'Orne[34].

## Héraldique
| Blason de Bagnoles-de-l'Orne | Blason  | D'argent aux quatre fasces ondées d'azur, chaussé de sinople, au chef de gueules chargé d'un léopard d'or, armé et lampassé d'azur. |
| Blason de Bagnoles-de-l'Orne | Détails | Le léopard d'or sur champ de gueules rappelle les armes de la Normandie.                                                            |